# Sestřelení bombardéru Checkerboard Fort 25. dubna 1945
Sestřelení bombardéru Checkerboard Fort 25. dubna 1945 je událost, k níž došlo během mise amerického bombardéru B-17G Flying Fortress s.č. 43-38369 z 327. bombardovací perutě 92. bombardovací skupiny, 8. letecké armády amerického armádního letectva nad župou Sudety v Německu. Při náletu na Plzeň byl letoun poškozen zásahem flaku, krátce na to explodoval a jeho trosky dopadly na rozhraní lesa a pole u Čemin. Sestřelení letounu nepřežilo šest členů posádky, dva byli zajati.

## 327. bombardovací peruť

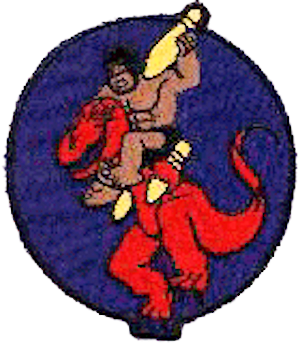
Emblém 327. bombardovací perutě za druhé světové války

Peruť byla aktivována na počátku roku 1942, vybavena těžkými bombardéry B-17 a zprvu cvičena 3. leteckou armádou na americkém jihovýchodě, součástí výcviku byly i protiponorkové útoky. Při nasazení na evropské bojiště byla jako jedna z prvních perutí přiřazena k VIII. Bomber Command v Anglii, pozdější 8. letecké armádě. Na začátku roku 1943 se přesunula na anglickou základnu Alconbury, kde podnikala podpůrné mise do Afriky a trénovala se pro boj. Od května do července 1943 testovala peruť jako jediná experimentální Boeing YB-40, což byl letoun B-17 Flying Fortress upravený pro nasazení jako doprovodné letadlo bombardérů. Po neúspěšném testu byla peruť vybavena B-17G a v září 1943 se přesunula na základnu Podington. Začala se účastnit dálkového bombardování především Německa, což vedlo okamžitě k těžkým ztrátám. Zaznamenala však i úspěchy při misích proti seskupení německého vojska při bitvě o Normandii či při útoku na opevněné ponorkové doky v nizozemském IJmuidenu s raketově poháněnými průraznými bombami. Nálet 25. dubna 1945 byl poslední z více než 300 misí perutě během druhé světové války.

## Letadlo
V 30. letech 20. století se společnost Boeing zúčastnila soutěže o dodávku 200 čtyřmotorových dálkových bombardérů, ale pro havárii prototypu soutěž nevyhrála, byť letoun exceloval svými parametry. Letecké sbory letoun přesto objednaly v malé sérii a v roce 1938 byl bombardér B-17 uveden do služby. I následně se konstrukčně vyvíjel do mnoha variant a stal se 3. nejvyráběnějším bombardérem všech dob. Americké armádní letectvo jej během druhé světové války používalo především pro denní strategická bombardování proti nepřátelským průmyslovým a vojenským cílům. Armádní letectvo B-17 propagovalo jako strategickou zbraň, protože byl relativně rychlý, operoval ve velkých výškách, měl dlouhý dolet a těžkou obrannou výzbroj. Zároveň byl odolný a dokázal se z mise vrátit i s těžkými poškozeními.
Konkrétní letadlo 43-38369 bylo vyrobeno přímo společností Boeing ve výrobním bloku B-17G-85-BO a dodáno k nasazení 21. srpna 1944.

## Posádka
Letoun B-17G Flying Fortress se sériovým číslem 44-38369 letěl pod velením 1. pilota lajtnanta Lewise Fishera. Celou posádku tvořili (věk v době události):
- 1. pilot: 1./Lt. Lewis Blaine Fisher (21 let)[4][5]
- 2. pilot: 2./Lt. Rudy Kochevar (22 let)[6]
- navigátor: 2./Lt. William Francis Hesley (24 let)[7][8][9]
- radiooperátor: T/Sgt. Jerome "Jerry" E. Weznerowicz (21 let)[9][10]
- střelec horní věže: T/Sgt. Warren Ives (19 let)[11]
- střelec spodní kulové věže: Sgt. Sam B. Schwartz jr.[9][12]
- zadní střelec: S/Sgt. Chris Chrest (22 let)[13][14]
- bombometčík a střelec na přídi: Sgt. Neal Howard Modert (27 let)[9][15]

## Poslední let

### Průběh operace
1. americká armáda požádala o letecký útok na Škodovy závody,:22–23 protože šlo o poslední velkou a funkční zbrojovku nacistického Německa.:292 8. letecká armáda USAAF na zmíněnou žádost provedla misi č. 968, při níž zamířilo z Velké Británie na Plzeň ráno 307 bombardérů B-17 z 1. bombardovací divize:92 v doprovodu 206 stíhaček P-51 Mustang, z toho 78 bombardérů mělo za cíl vojenské letiště na Borech.:92 Letce v průběhu přeletu nad cíl šokovalo bezprecedentní varování Škodováků před náletem, které opakovaně odvysílala stanici BBC v průběhu jejich letu. Protivzdušná obrana Plzně na základě varování zahájila přípravy a přešla do stavu nejvyšší pohotovosti. Velitelství 8. letecké armády přikázalo bombardovat jen při vizuálním kontaktu, letouny se proto musely vracet nad cíl opakovaně a vzrůstalo tak nebezpečí sestřelu protivzdušnou obranou.
Letecký poplach byl v Plzni oznámen v 10.11. Nad Plzeň doletělo 276 letounů v doprovodu 188 stíhaček. První bomby začaly padat v 10.26 a zasáhly Lochotín,:292 tamní hořící budovy se staly orientačními body pro další nálety.

### Poškození letadla a jeho havárie
Letadlo „Checkerboard Fort“ pod velením Lewise Fishera z 327. bombardovací perutě prolétalo krátce po 11. hodině potřetí nad městem, když bylo těžce zasaženo salvou 88mm granátů vystřelených baterií flaků protivzdušné obrany poblíž Chotíkova, v blízkosti pozdějšího vedení silnice I/20 z Plzně na Karlovy Vary. Zasažené a hořící motory č. 1 a 2 znemožňovaly další řízený let, pilot ještě zvládl opustit bojovou formaci a letadlo začalo ve spirále padat. Velitel letadla nařídil opuštění paluby letadla, ale jen dva letci, radiooperátor Jerome Weznerowicz a přední střelec Neal Modert, stihli letadlo opustit. Ještě nad úrovní mraků letadlo vybuchlo, ostatně J. Weznerowicz byl z letadla vyhozen výbuchem. Při výbuchu pravděpodobně zahynuli zbylí členové posádky. Trosky rozpadlého letadle dopadly na okraj lesa a na pole severovýchodně od zmíněné vsi.

### Po dopadu
Dva členové posádky, kteří sestřelení přežili, J. Weznerowicz a N. Modert, byli krátce po seskoku zadrženi. Přes Město Touškov byli převezeni do Plzně, odkud se jako zajatci dostali do nemocnice v Klatovech. Zde se dočkali 5. května osvobození při příjezdu 2. pěší divize.
Trosky letadla nebyly německými okupačními orgány do konce války odklizeny a po válce je neřízeně rozebralo obyvatelstvo. Lokalita dopadu a trosek letadla je dosud nazývána „U Letadla“.

## Pohřbení
Těla šesti zahynulých letců byla vyproštěna z trosek a převezena do Města Touškov, kde byla pohřbena u zdi na hřbitově. Ještě v roce 1945 byla těla exhumována americkou armádou a pohřbena na amerických vojenských hřbitovech v západní Evropě nebo v USA. Lewis Fisher a Sam Schwartz jsou pohřbeni na Lorraine American Cemetery and Memorial u francouzského Saint-Avold. William Hesley je pohřben na Evergreen Cemetery v texaském městě Paris. Warren Ives nalezl místo posledního odpočinku na Austin Memorial Park Cemetery v texaském hlavním městě Austinu. Hrob Rudyho Kochevara se nachází na Price City Cemetery v městě Price v Utahu.
Neal Modert se dožil 82 let, když zemřel 22. července 2000. Pohřben je na Kankakee Memorial Gardens and Chapel Mausoleum v illinoiském městě Kankakee. Jerome Weznerowicz zemřel 16. července 2016 ve věku 92 let a je pohřben na Southern Wisconsin Veterans Memorial Cemetery ve wisconsinské vesnici Union Grove.

## Připomínka padlých

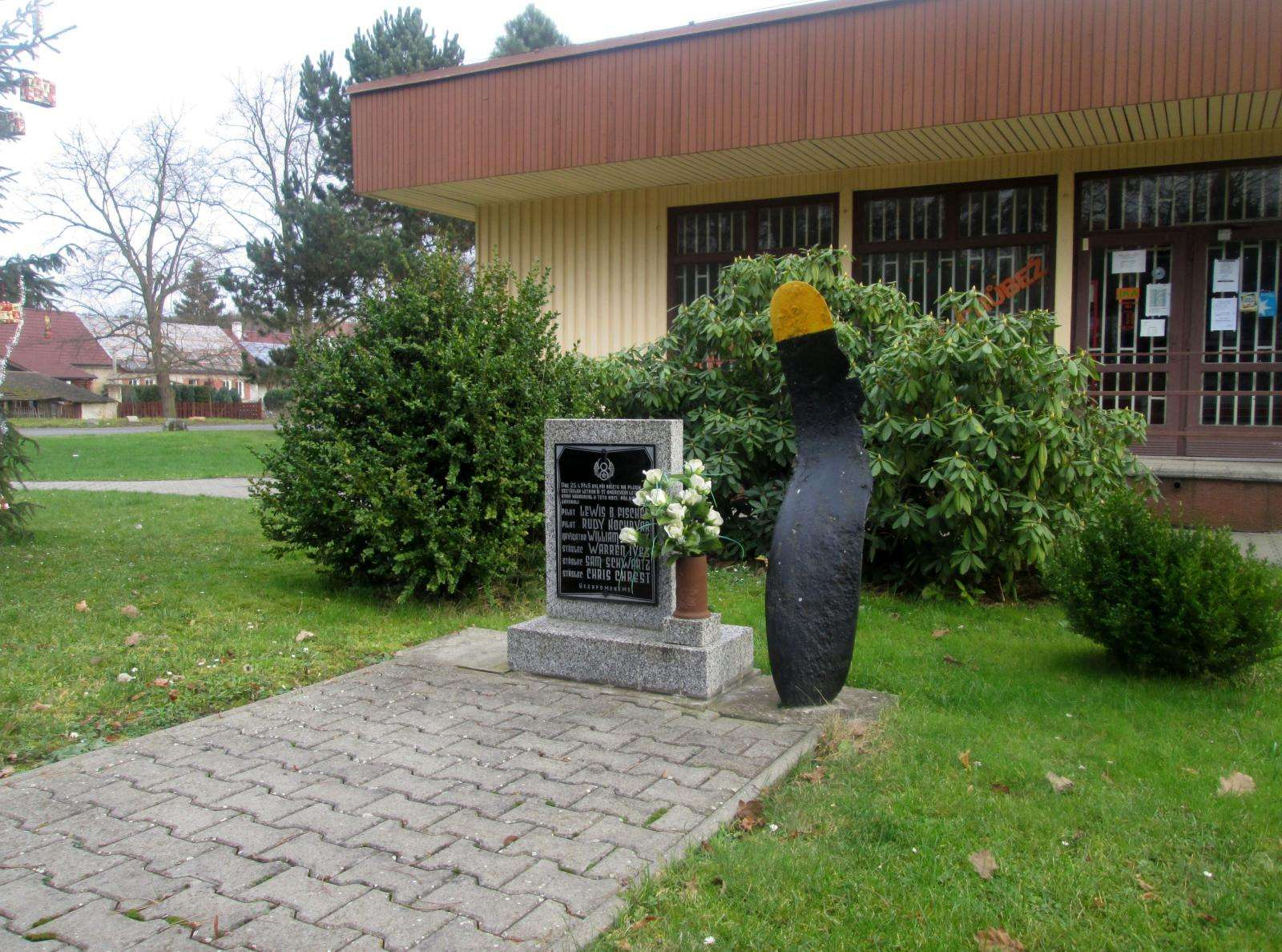
Pomník letcům v Čeminech

Pomník zemřelým z posádky Lewise Fishera byl postaven v roce 1992 na návsi v Čeminech. Památník vznikl za přispění Obce Čeminy, Leteckého historického klubu Plzeň a Military Car Clubu Plzeň. Památník umístěný před prodejnou naproti zámku tvoří kamenný podstavec, na něm vztyčený žulový kvádr se skleněnou deskou uvádějící jména obětí sestřelení a vedle stojící vrtulový list nalezený při orbě pole u místa dopadu bombardéru. Velitel a navigátor jsou na desce uvedeni s chybně zapsaným příjmením jako Fischer a Hesly. V roce 2012 byla k pomníku umístěna informační tabule vysvětlující připomínanou událost. U pomníku se každoročně koná pietní akt.